# Hovedjægerne
Hovedjægerne er en dansk film fra 1971 skrevet og instrueret af Bent Christensen.

## Handling
En gruppe unge protesterer over nedrivningen af deres boliger i den sorte firkant på Nørrebro i København, ved at save hovedet af en statue af Christian 4. Protesten virker dog ikke, og flere statuer bliver ofre for deres protestaktioner. Undervejs bliver den midaldrende direktør Lund og eneste ansatte (spillet af Buster Larsen) i et kontaktbureau ufrivilligt involveret. Den unge Anna fra protestgruppen (spillet af Birthe Neumann) bliver ansat i hans firma fordi de unge mangler et sted at gemme hovedet af Christian 4. Chefen bliver inden længe påvirket af de unge til at ændre sin livsstil, hvilket blandt andet resulterer i at han prøver at ryge hash for første gang.

## Medvirkende
Blandt de medvirkende kan nævnes:
- Buster Larsen
- Eddie Skoller
- Birthe Neumann
- Erik Paaske
- Jørgen Olsen